# Pavel Bělobrádek
Pavel Bělobrádek, né le 25 décembre 1976 à Náchod, est un homme politique tchèque membre de l'Union chrétienne démocrate - Parti populaire tchécoslovaque (KDU-ČSL).